# Per Brahe den äldre
Per Brahe d. ä., född i maj 1520 på Lindholms herrgård, död 1 september 1590 i Stora Sundby i Södermanland, var riddare, svenskt riksråd, greve till Visingsborg och riksdrots. Han var son till riksrådet Joakim Brahe och Margareta Eriksdotter (Vasa) (syster till Gustav Vasa).

## Biografi
Per Brahe blev som barn tillsammans med sin mor bortförd i dansk fångenskap efter Stockholms blodbad. Han följde även med henne när hon 1534 flydde till Tyskland tillsammans med sin man i andra giftet, greven Johan av Hoya, sedan han fallit i kungens onåd. Han ärvde Rydboholms slott och Lindholmens gård av sin mor då hon dog 1537 och inkallades då till Stockholm av Gustav Vasa, medan hans halvbröder blev kvar i Tyskland. Redan 1539 utnämndes han till kammarråd och en av ståthållarna på slottet Tre Kronor i Stockholm. År 1540 förlänades han Gudhems kloster av Gustav Vasa, under senare delen av 1500-talet förlänades han Norra Ljusterö.
Brahe utmärkte sig under Dackefejden där hans jobb var att mönstra och hantera kontakterna med dom hyrda legoknektarna som skulle slå ner upproret. Brahe fick plats i riksrådet 1544 och omtalas runt 1546 såsom riddare. Han var mycket uppskattad av Gustav Vasa och han fick ett flertal viktiga uppdrag. När Erik XIV blivit kung verkade han för att begränsa hertigarna Johan och Karls makt. Han bidrog till att Arboga artiklar antogs 1561. Samma år dubbades han till greve av Erik XIV vid dennes kröning och 1562 fick han nästan hela Visingsö som grevskap. 
Under Erik XIV:s regeringstid ingick Brahe i utländska beskickningar, såsom till Skottland 1562 och till Polen 1564. Han deltog i nordiska sjuårskriget, och förde befälet vid belägringarna av Älvsborg och Bohus fästning 1565, men varken hans värdighet som greve och överste hovmästare eller hans släktskap med kungen skyddade honom från kritik från denne. Efter Sturemorden 1567 sköttes riksstyrelsen under Erik XIV:s sinnessjukdom främst av Sten Eriksson Leijonhufvud och Per Brahe. Vid Daniel Rantzaus anfall 1567 utsågs han till rådgivare åt fältöversten Hogenskild Bielke. 
Försiktigtvis anslöt sig Per Brahe inte till hertigarnas uppror förrän 1568 då utsikterna till framgång verkade säkra. 1569 förstorades hans grevskap betydligt av Johan III (från 61 gårdar till strax över 500) och han utnämndes samma år till riksdrots under riksdagen. Liksom de flesta adelsmän stod han i spänt förhållande till hertig Karl, delvis på grund av att hertigen låg i arvstvister med honom. I religiöst hänseende tycks han under en tid ha varit vacklande. Jesuiterna hade stora förhoppningar om att omvända honom. Han biktade sig för de katolska prästerna och mottog nattvarden av dem men i hans testamente finns inga katolska tendenser. Trots att han var nära knuten till kungahuset förlorade han, liksom många av de andra riksråden, Johan III:s förtroende 1589 och blev av med drotsämbetet. Han dog den 1 september 1590 på svärsonens huvudgård Stora Sundby och är begravd i Östra Ryds kyrka.
Per Brahe efterlämnade material till en fortsättning på Peder Swarts krönika, som utgavs av Otto Ahnfelt 1896–1897. Han författade även Oeconomia eller Huuszholdzbook, för ungt adelsfolck (tryckt först 1673, nytryck 1920), samt en religiös skrift Tröstebok Dom trycktes och utgavs första gången 1673 av Brahes sonson Per Brahe den yngre.

## Familj

Grevinnan Beata Stenbock (1533-1583).

Per Brahe gifte sig 10 mars 1549 på Gripsholms slott med Beata Stenbock (1533–1583), dotter till riksmarsken Gustaf Olofsson (Stenbock) d.y. och Brita Eriksdotter Leijonhufvud, syster till Gustav Vasas andra fru Margareta Leijonhufvud. Per och Beata fick följande tretton barn: 
1. Joakim (1550–1567)
2. Erik (1552–1614)
3. Margareta (1553–1553)
4. Cecilia (1554–1554)
5. Ebba (1555–1634)
6. Katarina (1556–1596)
7. Gustav (1558–1615)
8. Margareta (1559–1638)
9. Anna (1562–1565)
10. Magnus (1564–1633)
11. Johan (1566–1566)
12. Sigrid (1568–1608)[11]
13. Abraham (1569–1630)